# Нивки (Коростенська міська громада)
Ни́вки — село в Україні, у Коростенському районі Житомирської області. Населення становить 131 особу.

## Географія
На північному заході від села бере початок річка Горбашка, права притока Злобича.